# دار الصوف
دار الصوف قصر أثري بالجزائر يقع في منطقة القصبة السفلى بأعالي الجزائر العاصمة، في منطقة سوق الجمعة، على حدود شارع الإخوة مشري، تجاور عدة معالم ثقافية معمارية مذهلة أخرى جنبا إلى جنب على غرار جامع كتشاوة، دار حسان باشا وقصر خداوج العمياء، ومسجد عبد الرحمن الثعالبي. بنيت هذه الدار عام 1798 في العهد العثماني أثناء تواجد الأتراك في الجزائر. المصنف تراثا عالميا من طرف اليونسكو.

## أصل التسمية
عرفت دار الصوف فقد بهذا الاسم لأن سردابها أو قبوها كان يضم محلات ومخازن من الصوف إلى غاية دخول الاحتلال الفرنسي.

## تاريخ
بنيت الدار عام 1798 في العهد العثماني أثناء تواجد الأتراك في الجزائر، واستعملت قبل عام 1830 مخزنًا تحفظ فيه المنتجات والأنسجة والصوف، لذلك سميّت بدار الصوف، وفي عام 1830 أصبح فندقًا عسكريًا ثم في عام 1871 مقر محكمة الجنايات ومكتب المدعي العام، خلال معركة الجزائر، كان بمثابة «مركز استجواب وتعذيب»، بعد عام 1962 استعملت مسكنًا. صُنفت في عام 1887، وهو يخضع حاليًا لأعمال الترميم (رُممت سنة 1999). ويضم حاليًا المدرسة الوطنية لحفظ الممتلكات الثقافية وترميمها بالجزائر.

## المدرسة الوطنية
استرجعت وزارة الثقافة الجزائرية الدار وجعلتها مقرًا لمدرسة وطنية عليا فتحت أبوابها قبل ستة سنوات من العام 2012، أمام الطلبة الحاصلين على شهادة البكالوريا شعب الرياضيات والتقنيات الرياضية.
المدرسة الوطنية لحفظ الممتلكات الثقافية وترميمها هي مؤسسة عمومية ذات طابع علمي، ثقافي ومهني، تأسست في 21 أكتوبر 2008 بموجب مرسوم تنفيذي، وهي “مدرسة خارج الجامعة”، موضوعة تحت الوصاية الإدارية لوزارة الثقافة الجزائرية، وتحت الوصاية البيداغوجية لوزارة التعليم العالي والبحث العلمي.

## الوصف
تتكون الدار من عدة طوابق، منها ما يحتوي على بعض المقتنيات المعروضة من وسائل نموذجية خاصة بالترميم والحفظ والهندسة الفنية والمعمارية وهي ممنوعة على الزوار، وهناك غرف في الطوابق المتبقية عبارة عن غرف ورشات تطبيقية وتدريس الطلاب، وكذا مكتب المدير، المطبخ والحمام، إلى جانب قاعة للمحاضرات لإقامة التظاهرات والمناسبات المتعلقة بميدان البحث في مجال الترميم والآثار والمعالم المعمارية، تحتوي الدار مثل معظم البيوت والقصور بالقصبة العتيقة فناء ومساحات ممتدة أين يلعب الأولاد وتمارس النساء تلك اليوميات، بإقامة الأفراح والمناسبات والاجتماعات النسوية المختلفة.